# ريان سافويا
ريان سافويا هو لاعب هوكي الجليد كندي، ولد في 6 مايو 1973 في ثورولد في كندا.

## وصلات خارجية
- ريان سافويا على موقع دوري الهوكي الوطني (الإنجليزية)
- ريان سافويا على موقع قاعة مشاهير الهوكي (لاعب أن.إتش.أل) (الإنجليزية)
- ريان سافويا على موقع EliteProspects.com (الإنجليزية)
- ريان سافويا على موقع HockeyDB.com (الإنجليزية)
- ريان سافويا على موقع Hockey-Reference.com (الإنجليزية)